# Рожанка (агрогородок, Гродненская область)
Рожа́нка (бел. Ражанка) — агрогородок в Рожанковском сельсовете Щучинского района Гродненской области Беларуси. Административный центр Рожанковского сельсовета. 

## География
Находится в 7 км к югу от Щучина, в 4 км от железнодорожной станции Рожанка, на автомобильной дороге Мосты-Щучин.
Протекает река Турейка.

## История
Первые упоминания — с XVI века, в составе Лидского повета Виленского воеводства.
В 2010 году деревня Рожанка преобразована в агрогородок.

## Экономика
В Рожанке расположено ОАО «Щучинский ремонтный завод», производящее дисковые бороны, измельчители соломы, паровые культиваторы.

## Культура
- Дом культуры
- Историко-краеведческий музей «Спадчына»

## Достопримечательности
- Костёл Святых апостолов Петра и Павла (1674, 1827)
- Храм Рождества Христова
- Синагога (сейчас православная церковь)
- Хозяйственный двор (XIX век)
- Часовня придорожная (XIX век)
- Железнодорожная станция (1-я половина XX века)

### Памятник, скульптура
- Памятник евреям Рожанки и Щучина, убитым нацистами и их пособниками 9 мая 1942 года

## Галерея
- Храм Рождества Христова
- Храм Рождества Христова
- Костёл Св. апостолов Петра и Павла
- Костёл Св. апостолов Петра и Павла